# Антипов, Георгий Иванович
Гео́ргий Ива́нович Анти́пов (1923—16 июня 1962) — русский советский писатель и журналист.
Родился в марте 1923 году в Бурятии.
С 1929 по 1940 год проживал в Игарке. Автор книги «Мы из Игарки».
Обучался на литературном факультете Красноярского педагогического института, но не окончил его, уйдя на фронт с началом Великой Отечественной войны. Проходил службу в 17 гвардейской пехотной дивизии. На войне был тяжело ранен в голову, став инвалидом на всю жизнь. После войны работал учителем, в Красноярском краевом комитете ВЛКСМ, работал в редакции газеты «Речник Енисея», на радио, телевидении, заведовал литературным отделом газеты «Красноярский комсомолец». Печататься начал с 1935 года. Член Союза писателей СССР.
Самое известное произведение Антипова — посмертно изданная детская фантастическая повесть «Ортис — десятая планета» (1963), шуточное повествование о пребывании земного школьника Коли Вострикова на выдуманной им планете.

## Публикации
- Антипов Г. Ортис — десятая планета // Весенняя ветка: Стихи и рассказы [участ. лит. объед. Челябинского тракторного завода]. — Челябинск: Юж.-Урал. кн. изд-во, 1962.
- Антипов Г. Ортис — десятая планета. — Красноярск: Кн. изд-во, 1963. — 60 с. — 30 000 экз.
- Антипов Г. Ортис — десятая планета. — М.: Детская литература, 1967. — 80 с. — 100 000 экз.
- Антипов Г. Ортис — десятая планета. — Красноярск: Кн. изд-во, 1978. — 80 с. — 200 000 экз.